# The Blue Hearts
The Blue Hearts (яп. ザ・ブルーハーツ Дза буру хатсу) — японская панк-рок-группа игравшая в восьмидесятых и в начале девяностых. В 2003 году заняли 19 место в списке 100 самых важных японских популярных музыкальных проектов по версии HMV Japan. Творчество группы было ориентировано на такие известные группы Sex Pistols, The Clash и Ramones, но даже будучи их фанатами они не хотели становиться их копиями, их музыка представляет собой сочетание панк-рока, кантри и других жанров. В последние годы существования их музыка оказала огромное влияние на музыку в целом.

## Карьера
В состав группы входили Хирото Комото (вокал), Масатоси Масима (гитара), Дзюнносукэ Кавагути (бас), и Тэцуя Кадзивара (ударные). Микио Ситари формально не был участником группы, но выступал вместе с ними в качестве клавишника. Группа была создана в 1985 и дебютировала в мае 1987, выпустила первый из восьми альбом — The Blue Hearts. Несмотря на то что группа начинала свою деятельность на независимом лейбле, каждый последующий альбом продавался лучше предыдущего и последние записи были выпущены миллионными тиражами. В 1990 году в США был выпущен мини-альбом и был проведен тур в его поддержку.
Синглы группы также были популярны. Самые известные «Train-Train» и «Linda Linda» имеются на многих караоке-автоматах. Кавер-версия песни «Linda Linda» в 2004 году была использована в пьесах Socrates in Love и Gachi Baka, также широко известен фильм «Linda Linda Linda» сюжет которого рассказывает о группе готовящей исполнение песен The Blue Hearts для школьного фестиваля. Также песни встречаются в игре Osu! Tatakae! Ouendan выпущенной в 2005 году на Nintendo DS. Другие песни, включая «Train-Train», «Owaranai Uta» и "Hito ni Yasashiku включены в игры Drummania и Guitar Freaks от Konami.
В Японии за свои выходки, такие как использование нецензурной лексики и плевки в камеру, они получили годовой запрет на появление на телевидении.

## После распада
После распада в 1995 году Комото, Масима и Сираи образовали новую группу, The High-Lows, которая просуществовала 10 лет. Когда The High-Lows распались, Комото и Масима снова образовали новую группу, The Cro-Magnons. Кавагути стал продюсером звукозаписи, а в 2009 году занял пост директора связи с общественностью партии Koufuku Jitsugen-tou. Кадзива образовал группу The 3Peace в 1997, затем The Big Hip в 2005 вместе с Сираи, и собственный соло-проект Thunderbeat в 2008.

## Состав
- Хирото Комото — вокал, гармоника.
- Масатоси Масима — гитара, бэк-вокал.
- Дзюносукэ Кавагути — бас-гитара, бэк-вокал.
- Тецуя Кадзивара — ударные.
- Микио Сираи — клавиши (поддерживающий участник).

## Дискография

### Альбомы
- The Blue Hearts (21 мая, 1987)
- Young and Pretty (21 ноября, 1987)
- Train-Train (23 ноября, 1988)
- Bust Waste Hip (10 сентября, 1990)
- High Kicks (21 декабря, 1991)
- Stick Out (10 февраля, 1993)
- Dug Out (10 июля, 1993)
- Pan (10 июля, 1995)

### Синглы
- «1985» (Бесплатная пластинка которая выдавалась на выступлении 24 декабря 1985 года, фактически не является синглом)
- «Hito ni Yasashiku» (25 февраля, 1987)
- «Linda Linda» (1 мая, 1987)
- «Kiss Shite Hoshii» (21 ноября, 1987)
- «Blue Hearts Theme» (1 июля, 1988)
- «Chernobyl» (1 июля, 1988)
- «Train-Train» (23 ноября, 1988)
- «Love Letter» (21 февраля, 1989)
- «Aozora» (21 июня, 1989)
- «Jōnetsu no Bara» (25 мюля, 1990)
- «Kubitsuri-dai Kara» (10 апреля, 1991)
- «Ano Ko ni Touch» (28 ноября, 1991)
- «Too Much Pain» (10 марта, 1992)
- «Yume» (25 октября, 1992)
- «Tabibito» (25 февраля, 1993)
- «1000 no Violin» (25 мая, 1993)
- «Party» (25 августа, 1993)
- «Yūgure» (25 октября, 1993)

### Записи выступлений
- Live All Sold Out (1 июля, 1996, записи различных выступлений)
- Yaon Live on '94 6.18/19 (25 ноября, 1997)

### Сборники
- Blast Off! (6 августа, 1991, только для США[5])
- Meet the Blue Hearts (1 января, 1995)
- East West Side Story (25 сентября, 1995)
- Super Best (16 октября, 1995)
- The Blue Hearts Box (1 января, 1999)
- Singles 1990-1993 (25 ноября, 1999)
- All Time Singles ~Super Premium Best~ (24 февраля, 2010)

### Видео
- The Blue Hearts (21 v, 1987) VHS
- The Blue Hearts Live! ~1987.7.4 Hibiya Yagai Ongakudō~ (September 1, 1987) VHS
- Tour '88 Pretty Pineapple Special (June 21, 1988) VHS
- Blue Hearts no Video - Video Clip 1987-1989 (ブルーハーツのビデオ) (January 1, 1990) VHS
- Meet the Blue Hearts U.S.A. Tour 1990 (1990) VHS
- High Kick Tour Video Pamphlet (1991) VHS
- Zen-Nippon East Waste Tour '91 (全日本EAST WASTE TOUR '91) (September 10, 1991) VHS/DVD
- Endless Dreams ~The Blue Hearts Meet the Mutoid~ (July 10, 1993) VHS
- Blue Hearts no Video 2 - Video Clip 1990-1993 (ブルーハーツのビデオ2) (November 10, 1993) VHS/DVD
- The Blue Hearts no Dekoboko Chindōchū (ザ・ブルーハーツの凸凹珍道中) (July 10, 1995) VHS/DVD
- Blue Hearts ga Kikoenai — History of the Blue Hearts (ブルーハーツが聴こえない History of the Blue Hearts) (February 7, 1996) VHS/DVD
- Blue Hearts no Video + Maboroshi no Video Fukkokuban (ブルーハーツのビデオ＋幻のビデオ復刻版) (May 26, 2004) DVD
- The Blue Hearts Live! (May 26, 2004) DVD (Incl. «The Blue Hearts Live!» + «Tour '88 Pretty Pineapple Special»)